# Clasificación de OFC para la Copa Mundial de Fútbol de 2018
La clasificación de OFC para la Copa Mundial de Fútbol de 2018 fue el torneo que determinó al equipo que disputó el repechaje frente a un equipo de la Conmebol por un lugar en la Copa Mundial de Fútbol de 2018 a realizarse en Rusia. Inició el 31 de agosto de 2015 y culminó el 5 de septiembre de 2017.
La Confederación de Fútbol de Oceanía mantuvo su medio cupo, tras la decisión del Comité Ejecutivo de la FIFA de mantener la distribución de plazas por confederación como en el certamen anterior.

## Equipos participantes
Las 11 selecciones pertenecientes a la OFC participan en el proceso clasificatorio, que se divide en cuatro rondas. La distribución de los equipos por cada ronda se da de la siguiente manera:
- Los cuatro países más pequeños iniciaron en la primera ronda. Esta instancia fue el equivalente a la clasificación para la Copa de las Naciones de la OFC 2016.
- Las siete selecciones restantes comenzarán su participación a partir de la segunda ronda, la cual corresponde a la fase de grupos de la Copa de las Naciones de la OFC 2016.

## Formato de competición
El torneo clasificatorio consta de cuatro rondas:
En la primera ronda, las cuatro selecciones participantes se enfrentaron bajo el sistema de todos contra todos a una sola rueda. Todos los encuentros se disputaron en la ciudad de Nukualofa, capital de Tonga. Samoa, que consiguió la mayor cantidad de puntos, avanzó a la siguiente ronda, eliminando a los equipos restantes.
En la segunda ronda, participaron el ganador de la primera ronda y las siete selecciones restantes de la OFC. Los ocho equipos se dividieron en dos grupos de cuatro equipos, y en cada uno de ellos los participantes se enfrentaron bajo el sistema de todos contra todos. En un principio, se había pautado que esta instancia, que corresponde a la primera fase de la Copa de las Naciones de la OFC 2016 no se dispute en una sede fija y que los encuentros sean de ida y vuelta, con lo cual cada equipo debía enfrentar a sus rivales de grupo en dos oportunidades, una como local y otra como visitante. Sin embargo, esta decisión fue revocada, jugando a una sola rueda y definiendo la misma sede que la ronda anterior para el grupo A, y Puerto Moresby, capital de Papúa Nueva Guinea, para el grupo B. Las tres primeras posiciones de cada grupo avanzarán a la siguiente ronda. Los que finalicen en la última posición de cada grupo quedarán eliminados.
En la tercera ronda, los seis clasificados de la segunda ronda se distribuyen en dos grupos de tres equipos. Cada grupo se jugará bajo el sistema de todos contra todos a partidos de ida y vuelta. El primero de cada grupo avanzará a la final.
Finalmente, los dos ganadores de ambos grupos se enfrentaron entre sí a doble partido. El ganador de la serie enfrentó por el repechaje intercontinental al equipo que haya finalizado en quinta posición en la clasificación de Conmebol.

### Criterios de desempate
En las primeras tres rondas, el sistema utilizado para definir la clasificación final de cada grupo será la siguiente:
1. Mayor número de puntos obtenidos en todos los partidos de grupo.
2. Diferencia de goles en todos los partidos de grupo.
3. Mayor número de goles marcados en todos los partidos de grupo.

En la primera y segunda ronda, si se mantiene la igualdad entre dos o más equipos tras los tres criterios mencionados anteriormente, se determinarán sus posiciones finales mediante un sorteo, de acuerdo a lo establecido en el artículo 20.8 del Reglamento de la Clasificación.
En la tercera ronda, si dos o más equipos obtienen el mismo resultado conforme a los tres criterios arriba mencionados, su posición se determina de la siguiente manera:
1. Mayor número de puntos obtenidos en los partidos de grupo entre los equipos en cuestión.
2. Diferencia de goles en los partidos de grupo entre los equipos en cuestión.
3. Mayor número de goles marcados en los encuentros de grupo entre los equipos en cuestión.
4. Mayor número de goles marcados en condición de visitante en los encuentros de grupo entre los equipos en cuestión (siempre y cuando el empate sea entre dos equipos, caso contrario se continuará con el siguiente criterio).
5. Desempate(s) en terreno(s) neutral(es), en caso de que el Comité Organizacional de la FIFA lo apruebe, con prórroga y tiros desde el punto penal.

En el partido final de la tercera ronda, el criterio utilizado será el siguiente:
1. Mayor número de puntos obtenidos entre ambos partidos.
2. Diferencia de goles entre ambos partidos.
3. Mayor número de goles marcados entre ambos partidos.
4. Mayor número de goles marcados en condición de visitante entre ambos partidos.
5. Prórroga, en la cual el criterio de los goles marcados en condición de visitante se mantendrá vigente.
6. Tiros desde el punto penal.

## Calendario
Programación del torneo de acuerdo al calendario de competencias de la OFC.
| Ronda         | Jornada      | Fecha                             |
| ------------- | ------------ | --------------------------------- |
| Primera ronda | Jornada 1    | 31 de agosto de 2015              |
| Primera ronda | Jornada 2    | 2 de septiembre de 2015           |
| Primera ronda | Jornada 3    | 4 de septiembre de 2015           |
| Segunda ronda | Jornada 1    | 28 y 29 de mayo de 2016           |
| Segunda ronda | Jornada 2    | 31 y 1 de mayo-junio de 2016      |
| Segunda ronda | Jornada 3    | 4 y 5 de junio de 2016            |
| Tercera ronda | Jornada 1    | Del 7 al 12 de noviembre de 2016  |
| Tercera ronda | Jornada 2    | Del 13 al 15 de noviembre de 2016 |
| Tercera ronda | Jornada 3    | Del 23 al 25 de marzo de 2017     |
| Tercera ronda | Jornada 4    | 28 de marzo de 2017               |
| Tercera ronda | Jornada 5    | Del 7 al 9 de junio de 2017       |
| Tercera ronda | Jornada 6    | Del 11 al 13 de junio de 2017     |
| Tercera ronda | Final ida    | 1 de septiembre de 2017           |
| Tercera ronda | Final vuelta | 5 de septiembre de 2017           |

## Primera ronda
Los cuatro miembros plenos de la OFC peor clasificados en el ranking FIFA, Islas Cook, Samoa, Samoa Americana y Tonga, se enfrentaron entre sí, con el elenco samoano como único clasificado a la siguiente ronda. 
     – Clasificado a la segunda ronda.
| Equipos         | Pts | PJ | PG | PE | PP | GF | GC | Dif |
| --------------- | --- | -- | -- | -- | -- | -- | -- | --- |
| Samoa           | 6   | 3  | 2  | 0  | 1  | 6  | 3  | 3   |
| Samoa Americana | 6   | 3  | 2  | 0  | 1  | 6  | 4  | 2   |
| Islas Cook      | 6   | 3  | 2  | 0  | 1  | 4  | 2  | 2   |
| Tonga           | 0   | 3  | 0  | 0  | 3  | 1  | 8  | -7  |

| Fecha                   | Lugar     |                 |                            | Resultado                                                           |                            |                 |
| ----------------------- | --------- | --------------- | -------------------------- | ------------------------------------------------------------------- | -------------------------- | --------------- |
| 31 de agosto de 2015    | Nukualofa | Islas Cook      | Bandera de Islas Cook      | 3:0 (1:0) Archivado el 30 de septiembre de 2015 en Wayback Machine. | Bandera de Tonga           | Tonga           |
| 31 de agosto de 2015    | Nukualofa | Samoa           | Bandera de Samoa           | 3:2 (3:1) Archivado el 25 de septiembre de 2015 en Wayback Machine. | Bandera de Samoa Americana | Samoa Americana |
| 2 de septiembre de 2015 | Nukualofa | Islas Cook      | Bandera de Islas Cook      | 1:0 (1:0) Archivado el 5 de marzo de 2016 en Wayback Machine.       | Bandera de Samoa           | Samoa           |
| 2 de septiembre de 2015 | Nukualofa | Samoa Americana | Bandera de Samoa Americana | 2:1 (0:0) Archivado el 25 de septiembre de 2015 en Wayback Machine. | Bandera de Tonga           | Tonga           |
| 4 de septiembre de 2015 | Nukualofa | Tonga           | Bandera de Tonga           | 0:3 (0:2) Archivado el 24 de septiembre de 2015 en Wayback Machine. | Bandera de Samoa           | Samoa           |
| 4 de septiembre de 2015 | Nukualofa | Samoa Americana | Bandera de Samoa Americana | 2:0 (0:0) Archivado el 6 de septiembre de 2015 en Wayback Machine.  | Bandera de Islas Cook      | Islas Cook      |

## Segunda ronda
A las siete selecciones ya clasificadas, Fiyi, Islas Salomón, Nueva Caledonia, Nueva Zelanda, Papúa Nueva Guinea, Tahití y Vanuatu, se les suma Samoa, vencedora de la primera ronda. Los ocho equipos fueron divididos en dos grupos de cuatro cada uno y cada combinado enfrenta a los tres de su grupo a una sola rueda. Los tres primeros de cada grupo acceden a la ronda siguiente.  
     – Clasificados a la tercera ronda.

### Grupo A
| Equipos            | Pts | PJ | PG | PE | PP | GF | GC | Dif |
| ------------------ | --- | -- | -- | -- | -- | -- | -- | --- |
| Papúa Nueva Guinea | 5   | 3  | 1  | 2  | 0  | 11 | 3  | 8   |
| Nueva Caledonia    | 5   | 3  | 1  | 2  | 0  | 9  | 2  | 7   |
| Tahití             | 5   | 3  | 1  | 2  | 0  | 7  | 3  | 4   |
| Samoa              | 0   | 3  | 0  | 0  | 3  | 0  | 19 | -19 |

| Fecha              | Lugar          |                    |                               | Resultado                                                     |                               |                    |
| ------------------ | -------------- | ------------------ | ----------------------------- | ------------------------------------------------------------- | ----------------------------- | ------------------ |
| 29 de mayo de 2016 | Puerto Moresby | Papúa Nueva Guinea | Bandera de Papúa Nueva Guinea | 1:1 (1:0) Archivado el 29 de mayo de 2016 en Wayback Machine. | Bandera de Nueva Caledonia    | Nueva Caledonia    |
| 29 de mayo de 2016 | Puerto Moresby | Tahití             | Bandera de Polinesia Francesa | 4:0 (4:0) Archivado el 26 de mayo de 2016 en Wayback Machine. | Bandera de Samoa              | Samoa              |
| 1 de junio de 2016 | Puerto Moresby | Nueva Caledonia    | Bandera de Nueva Caledonia    | 7:0 (4:0) Archivado el 31 de mayo de 2016 en Wayback Machine. | Bandera de Samoa              | Samoa              |
| 1 de junio de 2016 | Puerto Moresby | Papúa Nueva Guinea | Bandera de Papúa Nueva Guinea | 2:2 (1:0) Archivado el 31 de mayo de 2016 en Wayback Machine. | Bandera de Polinesia Francesa | Tahití             |
| 5 de junio de 2016 | Puerto Moresby | Samoa              | Bandera de Samoa              | 0:8 (0:2) Archivado el 31 de mayo de 2016 en Wayback Machine. | Bandera de Papúa Nueva Guinea | Papúa Nueva Guinea |
| 5 de junio de 2016 | Puerto Moresby | Tahití             | Bandera de Polinesia Francesa | 1:1 (0:0) Archivado el 8 de junio de 2016 en Wayback Machine. | Bandera de Nueva Caledonia    | Nueva Caledonia    |

### Grupo B
| Equipos       | Pts | PJ | PG | PE | PP | GF | GC | Dif |
| ------------- | --- | -- | -- | -- | -- | -- | -- | --- |
| Nueva Zelanda | 9   | 3  | 3  | 0  | 0  | 9  | 1  | 8   |
| Islas Salomón | 3   | 3  | 1  | 0  | 2  | 1  | 2  | -1  |
| Fiyi          | 3   | 3  | 1  | 0  | 2  | 4  | 6  | -2  |
| Vanuatu       | 3   | 3  | 1  | 0  | 2  | 3  | 8  | -5  |

| Fecha              | Lugar          |               |                          | Resultado                                                     |                          |               |
| ------------------ | -------------- | ------------- | ------------------------ | ------------------------------------------------------------- | ------------------------ | ------------- |
| 28 de mayo de 2016 | Puerto Moresby | Nueva Zelanda | Bandera de Nueva Zelanda | 3:1 (2:1) Archivado el 29 de mayo de 2016 en Wayback Machine. | Bandera de Fiyi          | Fiyi          |
| 28 de mayo de 2016 | Puerto Moresby | Vanuatu       | Bandera de Vanuatu       | 0:1 (0:1) Archivado el 30 de mayo de 2016 en Wayback Machine. | Bandera de Islas Salomón | Islas Salomón |
| 31 de mayo de 2016 | Puerto Moresby | Vanuatu       | Bandera de Vanuatu       | 0:5 (0:5) Archivado el 31 de mayo de 2016 en Wayback Machine. | Bandera de Nueva Zelanda | Nueva Zelanda |
| 31 de mayo de 2016 | Puerto Moresby | Islas Salomón | Bandera de Islas Salomón | 0:1 (0:0) Archivado el 31 de mayo de 2016 en Wayback Machine. | Bandera de Fiyi          | Fiyi          |
| 4 de junio de 2016 | Puerto Moresby | Fiyi          | Bandera de Fiyi          | 2:3 (0:2) Archivado el 31 de mayo de 2016 en Wayback Machine. | Bandera de Vanuatu       | Vanuatu       |
| 4 de junio de 2016 | Puerto Moresby | Nueva Zelanda | Bandera de Nueva Zelanda | 1:0 (0:0) Archivado el 31 de mayo de 2016 en Wayback Machine. | Bandera de Islas Salomón | Islas Salomón |

### Segunda fase
Estos resultados son los restantes de la Copa de las Naciones de la OFC 2016, las semifinales y la final. Aunque no influyen en la clasificación de los equipos a la tercera ronda, son considerados por la FIFA como parte de la clasificación y por ende los goleadores y amonestados de estos encuentros son contabilizados en las estadísticas oficiales.
|  | Semifinales        | Semifinales        | Semifinales        |                    |               | Final         | Final | Final |  |
|  |                    |                    |                    |                    |               |               |       |       |  |
|  |                    |                    |                    |                    |               |               |       |       |  |
|  | Nueva Zelanda      | Nueva Zelanda      | 1                  |                    |               |               |       |       |  |
|  | Nueva Zelanda      | Nueva Zelanda      | 1                  |                    |               |               |       |       |  |
|  | Nueva Caledonia    | Nueva Caledonia    | 0                  |                    |               |               |       |       |  |
|  | Nueva Caledonia    | Nueva Caledonia    | 0                  |                    | Nueva Zelanda | Nueva Zelanda | 0 (4) |       |  |
|  |                    |                    |                    |                    | Nueva Zelanda | Nueva Zelanda | 0 (4) |       |  |
|  |                    |                    | Papúa Nueva Guinea | Papúa Nueva Guinea | 0 (2)         |               |       |       |  |
|  | Papúa Nueva Guinea | Papúa Nueva Guinea | Papúa Nueva Guinea | Papúa Nueva Guinea | 0 (2)         | 2             |       |       |  |
|  | Papúa Nueva Guinea | Papúa Nueva Guinea |                    |                    |               | 2             |       |       |  |
|  | Islas Salomón      | Islas Salomón      | 1                  |                    |               |               |       |       |  |
|  | Islas Salomón      | Islas Salomón      | 1                  |                    |               |               |       |       |  |
|  |                    |                    |                    |                    |               |               |       |       |  |

## Tercera ronda
Los seis equipos participantes fueron divididos en dos grupos de tres equipos cada uno. En cada grupo se enfrentaron bajo el sistema de todos contra todos en partidos de ida y vuelta. Las dos selecciones que terminaron en primer lugar avanzaron al partido definitorio.
     – Clasificados al partido final.

### Grupo A
| Equipos         | Pts | PJ | PG | PE | PP | GF | GC | Dif |
| --------------- | --- | -- | -- | -- | -- | -- | -- | --- |
| Nueva Zelanda   | 10  | 4  | 3  | 1  | 0  | 6  | 0  | 6   |
| Nueva Caledonia | 5   | 4  | 1  | 2  | 1  | 4  | 5  | -1  |
| Fiyi            | 1   | 4  | 0  | 1  | 3  | 3  | 8  | -5  |

| Fecha                   | Lugar      |                 |                            | Resultado                                                          |                            |                 |
| ----------------------- | ---------- | --------------- | -------------------------- | ------------------------------------------------------------------ | -------------------------- | --------------- |
| 12 de noviembre de 2016 | Auckland   | Nueva Zelanda   | Bandera de Nueva Zelanda   | 2:0 (1:0) Archivado el 12 de noviembre de 2016 en Wayback Machine. | Bandera de Nueva Caledonia | Nueva Caledonia |
| 15 de noviembre de 2016 | Koné       | Nueva Caledonia | Bandera de Nueva Caledonia | 0:0 Archivado el 16 de noviembre de 2016 en Wayback Machine.       | Bandera de Nueva Zelanda   | Nueva Zelanda   |
| 25 de marzo de 2017     | Lautoka    | Fiyi            | Bandera de Fiyi            | 0:2 (0:0) Archivado el 25 de marzo de 2017 en Wayback Machine.     | Bandera de Nueva Zelanda   | Nueva Zelanda   |
| 28 de marzo de 2017     | Wellington | Nueva Zelanda   | Bandera de Nueva Zelanda   | 2:0 (1:0) Archivado el 29 de marzo de 2017 en Wayback Machine.     | Bandera de Fiyi            | Fiyi            |
| 7 de junio de 2017      | Lautoka    | Fiyi            | Bandera de Fiyi            | 2:2 (1:2) Archivado el 13 de junio de 2017 en Wayback Machine.     | Bandera de Nueva Caledonia | Nueva Caledonia |
| 11 de junio de 2017     | Numea      | Nueva Caledonia | Bandera de Nueva Caledonia | 2:1 (1:0) Archivado el 14 de junio de 2017 en Wayback Machine.     | Bandera de Fiyi            | Fiyi            |

### Grupo B
| Equipos            | Pts | PJ | PG | PE | PP | GF | GC | Dif |
| ------------------ | --- | -- | -- | -- | -- | -- | -- | --- |
| Islas Salomón      | 9   | 4  | 3  | 0  | 1  | 7  | 4  | 3   |
| Tahití             | 7   | 4  | 2  | 1  | 1  | 6  | 2  | 4   |
| Papúa Nueva Guinea | 1   | 4  | 0  | 1  | 3  | 2  | 9  | -7  |

| Fecha                   | Lugar          |                    |                               | Resultado                                                          |                               |                    |
| ----------------------- | -------------- | ------------------ | ----------------------------- | ------------------------------------------------------------------ | ----------------------------- | ------------------ |
| 7 de noviembre de 2016  | Papeete        | Tahití             | Bandera de Polinesia Francesa | 3:0 Archivado el 9 de noviembre de 2016 en Wayback Machine.        | Bandera de Islas Salomón      | Islas Salomón      |
| 13 de noviembre de 2016 | Honiara        | Islas Salomón      | Bandera de Islas Salomón      | 1:0 (0:0) Archivado el 14 de noviembre de 2016 en Wayback Machine. | Bandera de Polinesia Francesa | Tahití             |
| 23 de marzo de 2017     | Puerto Moresby | Papúa Nueva Guinea | Bandera de Papúa Nueva Guinea | 1:3 (1:0) Archivado el 24 de marzo de 2017 en Wayback Machine.     | Bandera de Polinesia Francesa | Tahití             |
| 28 de marzo de 2017     | Papeete        | Tahití             | Bandera de Polinesia Francesa | 0:0 Archivado el 27 de marzo de 2017 en Wayback Machine.           | Bandera de Papúa Nueva Guinea | Papúa Nueva Guinea |
| 9 de junio de 2017      | Honiara        | Islas Salomón      | Bandera de Islas Salomón      | 3:0 (2:0) Archivado el 12 de junio de 2017 en Wayback Machine.     | Bandera de Papúa Nueva Guinea | Papúa Nueva Guinea |
| 13 de junio de 2017     | Lae            | Papúa Nueva Guinea | Bandera de Papúa Nueva Guinea | 1:3 (1:2) Archivado el 15 de junio de 2017 en Wayback Machine.     | Bandera de Islas Salomón      | Islas Salomón      |

### Final
Las selecciones ganadoras de ambos grupos se enfrentaron entre sí, en una serie de ida y vuelta. El ganador, Nueva Zelanda, disputó el repechaje ante el quinto clasificado de la Conmebol.
| 1 de septiembre de 2017, 19:30 | Nueva Zelanda                                                      | 6:1 (3:0) | Islas Salomón       | Estadio North Harbour, Auckland                            |                                                            |
|                                | Wood 18' 36' 90+3' · Barbarouses 39' · Thomas 56' · McGlinchey 81' | Reporte   | Fa'arodo 53' (pen.) | Asistencia: 10 320 espectadores Árbitro(s): Norbert Hauata | Asistencia: 10 320 espectadores Árbitro(s): Norbert Hauata |

| 5 de septiembre de 2017, 14:00 | Islas Salomón                              | 2:2 (1:2) | Nueva Zelanda                 | Estadio Lawson Tama, Honiara      |                                   |
|                                | Lea'alafa 28' (pen.) · Fa'arodo 78' (pen.) | Reporte   | Bevan 14' · Gagame 21' (a.g.) | Árbitro(s): Abdulrahman Al-Jassim | Árbitro(s): Abdulrahman Al-Jassim |

## Repesca intercontinental
Nueva Zelanda, ganador de la clasificación, perdió la repesca contra Perú, que había ocupado el quinto puesto en la eliminatoria de Conmebol, por un global de 2 a 0, quedando fuera de la Copa Mundial.
| Fecha                   | Lugar      |               |                          | Resultado                                                          |                          |               |
| ----------------------- | ---------- | ------------- | ------------------------ | ------------------------------------------------------------------ | ------------------------ | ------------- |
| 11 de noviembre de 2017 | Wellington | Nueva Zelanda | Bandera de Nueva Zelanda | 0:0 Archivado el 13 de noviembre de 2017 en Wayback Machine.       | Bandera de Perú          | Perú          |
| 15 de noviembre de 2017 | Lima       | Perú          | Bandera de Perú          | 2:0 (1:0) Archivado el 13 de noviembre de 2017 en Wayback Machine. | Bandera de Nueva Zelanda | Nueva Zelanda |

## Estadísticas

### Clasificación final
| Equipo | Equipo             | Pts | PJ | PG | PE | PP | GF | GC | Dif | Rend  |
| ------ | ------------------ | --- | -- | -- | -- | -- | -- | -- | --- | ----- |
| 1      | Nueva Zelanda      | 27  | 13 | 8  | 4  | 1  | 24 | 6  | 18  | 75%   |
| 2      | Islas Salomón      | 13  | 10 | 4  | 1  | 5  | 11 | 18 | -7  | 45,3% |
| 3      | Papúa Nueva Guinea | 12  | 9  | 3  | 3  | 3  | 19 | 13 | 6   | 44,4% |
| 4      | Tahití             | 11  | 6  | 3  | 2  | 2  | 14 | 7  | 7   | 61,1% |
| 5      | Nueva Caledonia    | 10  | 8  | 2  | 4  | 2  | 13 | 8  | 5   | 41,6% |
| 6      | Fiyi               | 4   | 7  | 1  | 1  | 5  | 7  | 14 | -7  | 19,1% |
| 7      | Samoa              | 6   | 6  | 2  | 0  | 4  | 6  | 22 | -16 | 33,3% |
| 8      | Vanuatu            | 3   | 3  | 1  | 0  | 2  | 3  | 8  | -5  | 33,3% |
| 9      | Samoa Americana    | 6   | 3  | 2  | 0  | 1  | 6  | 4  | 2   | 66,6% |
| 10     | Islas Cook         | 6   | 3  | 2  | 0  | 1  | 4  | 2  | 2   | 66,6% |
| 11     | Tonga              | 0   | 3  | 0  | 0  | 3  | 1  | 8  | -7  | 0%    |

### Goleadores
| Jugador         | Selección          | Goles |
| --------------- | ------------------ | ----- |
| Chris Wood      | Nueva Zelanda      | 8     |
| Raymond Gunemba | Papúa Nueva Guinea | 7     |
| Teaonui Tehau   | Tahití             | 5     |
| Nigel Dabinyaba | Papúa Nueva Guinea | 4     |
| Michael Foster  | Papúa Nueva Guinea | 4     |
| Roy Krishna     | Fiyi               | 4     |
| Taylor Saghabi  | Islas Cook         | 4     |
| Henry Fa'arodo  | Islas Salomón      | 3     |
| Marco Rojas     | Nueva Zelanda      | 3     |
| Ryan Thomas     | Nueva Zelanda      | 3     |